# ベネディクトゥス・ドミヌス・デウス

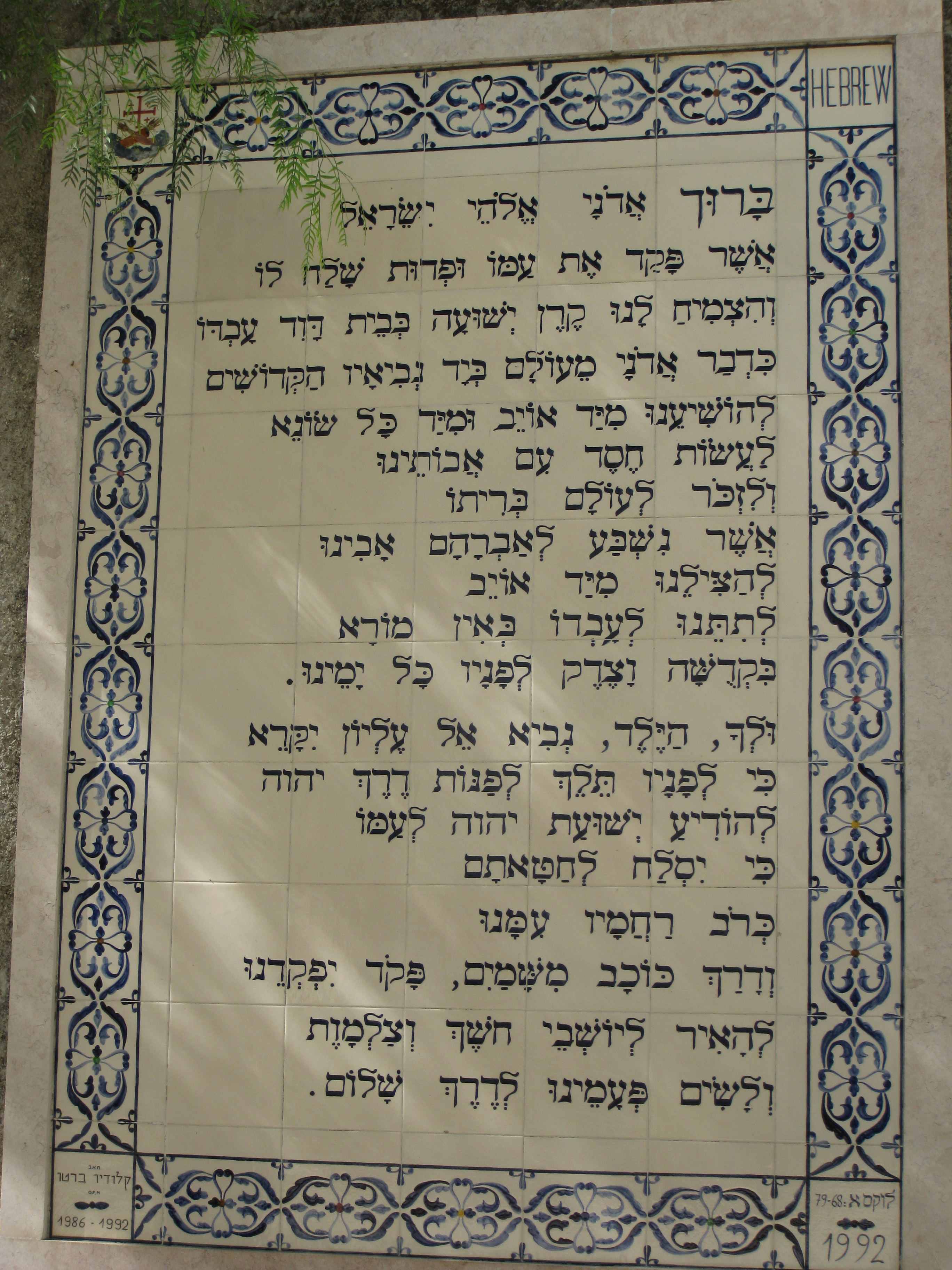

ベネディクトゥス・ドミヌス・デウス　(ラテン語: Benedictus Dominus Deus) 「主なる神をたたえよ」は、キリスト教聖歌の1つ。ラテン語詞文の冒頭をもってこのように呼ぶ。テキストは、『ルカによる福音書』のザカリアの歌（ルカ1:68-79）による。
西方教会ではカンティクムの1つとされ、「ザカリアのカンティクム」（ラテン語: Canticum Zechariae, 英語: Song of Zechariah / Canticle of Zachary）などともいう。
おもに聖務日課（時課／時祷）の「朝の祈り」（賛課／早祷）で歌われる。

## テキスト
- これらのあとに、栄唱/小栄唱（Gloria Patri）を続けて歌いまたは唱える。

### ラテン語
- ノヴァ・ヴルガータ[1]

Benedictus Dominus, Deus Israel,

quia visitavit et fecit redemptionem plebi suae

et erexit cornu salutis nobis

in domo David pueri sui,

sicut locutus est per os sanctorum,

qui a saeculo sunt, prophetarum eius,

salutem ex inimicis nostris

et de manu omnium, qui oderunt nos;

ad faciendam misericordiam cum patribus nostris

et memorari testamenti sui sancti,

iusiurandum, quod iuravit ad Abraham patrem nostrum,

daturum se nobis,

ut sine timore, de manu inimicorum liberati,

serviamus illi

in sanctitate et iustitia coram ipso

omnibus diebus nostris.

Et tu, puer, propheta Altissimi vocaberis:

praeibis enim ante faciem Domini parare vias eius,

ad dandam scientiam salutis plebi eius

in remissionem peccatorum eorum,

per viscera misericordiae Dei nostri,

in quibus visitabit nos oriens ex alto,

illuminare his, qui in tenebris et in umbra mortis sedent,

ad dirigendos pedes nostros in viam pacis.

### 英語
- 1662年版英国聖公会祈祷書[2]

Blessed be the Lord God of Israel : for he hath visited, and redeemed his people;

And hath raised up a mighty salvation for us : in the house of his servant David;

As he spoke by the mouth of his holy Prophets : which have been since the world began;

That we should be saved from our enemies : and from the hands of all that hate us;

To perform the mercy promised to our forefathers : and to remember his holy Covenant;

To perform the oath which he sware to our forefather Abraham : that he would give us;

That we being delivered out of the hands of our enemies : might serve him without fear;

In holiness and righteousness before him : all the days of our life.

And thou, Child, shalt be called the Prophet of the Highest : for thou shalt go before the face of the Lord to prepare his ways;

To give knowledge of salvation unto his people : for the remission of their sins,

Through the tender mercy of our God : whereby the day-spring from on high hath visited us;

To give light to them that sit in darkness, and in the shadow of death : and to guide our feet into the way of peace.

### 日本語

#### 文語訳
- 日本聖公会文語訳、「ザカリヤの頌」[3]

ほむべきかな、主イスラエルの神　その民をみて、あがないをし

我らのために救いの角を　そのしもべダビデの家に立てたまえり

我らをあだより、すべて我らを憎む者の手より　取りいだしたもう救いなる

我らの先祖にあわれみをたれて　その聖なる契約をおぼし

我らの先祖アブラハムに　立てたましい御（み）誓いを忘れずして

我らをあだの手より救い　生涯主のみまえに

聖と義とをもて　おそれなく仕えしめたもうなり

幼な子よ、なんじはいと高き者の預言者ととなえられん　これ主の御前にさきだち行きて、その道をそなえ

主の民に罪のゆるしによる救いを　知らしむればなり

これ我らの神の深きあわれみによるなり　このあわれみによりて、あしたの光うえよりのぞみ

暗きと死の陰とに座する者をてらし　我らの足を平和の道にみちびかん

#### 口語訳
- 新共同訳聖書[4]

ほめたたえよ、イスラエルの神である主を。

　主はその民を訪れて解放し、

我らのために救いの角を、

　僕ダビデの家から起こされた。

昔から聖なる預言者たちの口を通して

　語られたとおりに。

それは、我らの敵、

　すべて我らを憎む者の手からの救い。

主は我らの先祖を憐れみ、

　その聖なる契約を覚えていてくださる。

これは我らの父アブラハムに立てられた誓い。

　こうして我らは、

敵の手から救われ、

　恐れなく主に仕える、

生涯、主の御前に清く正しく。

幼子よ、お前はいと高き方の預言者と呼ばれる。

　主に先立って行き、その道を整え、

主の民に罪の赦しによる救いを

　知らせるからである。

これは我らの神の憐れみの心による。

　この憐れみによって、

　　高い所からあけぼのの光が我らを訪れ、

暗闇と死の陰に座している者たちを照らし、

　我らの歩みを平和の道に導く。
- カトリック教会口語訳、「ザカリアの歌」[5]

神をほめたたえよ、イスラエルの神を

神は民を訪れて、あがない、

わたしたちのために力強い救い主を、

しもべダビデの家に立てられた。

神は昔、預言書によって語られたように、

わたしたちに逆らう者、

うらみをいだく者の手から、

わたしたちを救い、祖先をあわれみ、

とうとい契約を心に留められた。

神は先祖アブラハムに約束されたとおり、

逆らう者から、わたしたちを救われた。

生涯をきよく正しく平和に送り、

神に仕えることができるように。

幼な子よ、おまえも神の預言者と呼ばれ、

主の前を進み、その道をととのえ、

神のゆるしによる救いをその民に知らせる。

すべては神のあわれみのこころによる。

神の深いあわれみにより、

夜明けの太陽はわたしたちに臨み、

やみと死の陰にある人を照らし、

わたしたちの歩みを平和に導く。
- 日本聖公会口語訳、「ザカリヤの賛歌」[6]

ほめたたえよ、主イスラエルの神を　神はその民を訪れてこれを解放し

わたしたちのために力強い救いを　僕（しもべ）ダビデの家に立てられた

昔から聖預言者の口をもって語られたように　わたしたちを敵から、また憎む者の手から救い

わたしたちの先祖を憐れみ　聖なる契約を心に留められた

父祖アブラハムに誓われたとおり　わたしたちを敵の手から救い出し

生涯清く正しく　み前で恐れなく仕えさせてくださる

幼子よ、あなたはいと高き者の預言者と呼ばれる　主のみ前に先立ち、その道を備え

罪の赦しによる救いを　その民に知らせる

神の憐れみ深いみ心によって　あけぼのの光がわたしたちに臨み

暗闇と死の陰にいる人を照らし　わたしたちの足を平和の道に導く

## 曲
合唱などを用いた音楽作品としては、トマス・タリス、アンドレーア・ガブリエーリ、トマス・ルイス・デ・ビクトリアなどの作例がある。